# 피렌체 자연사 박물관

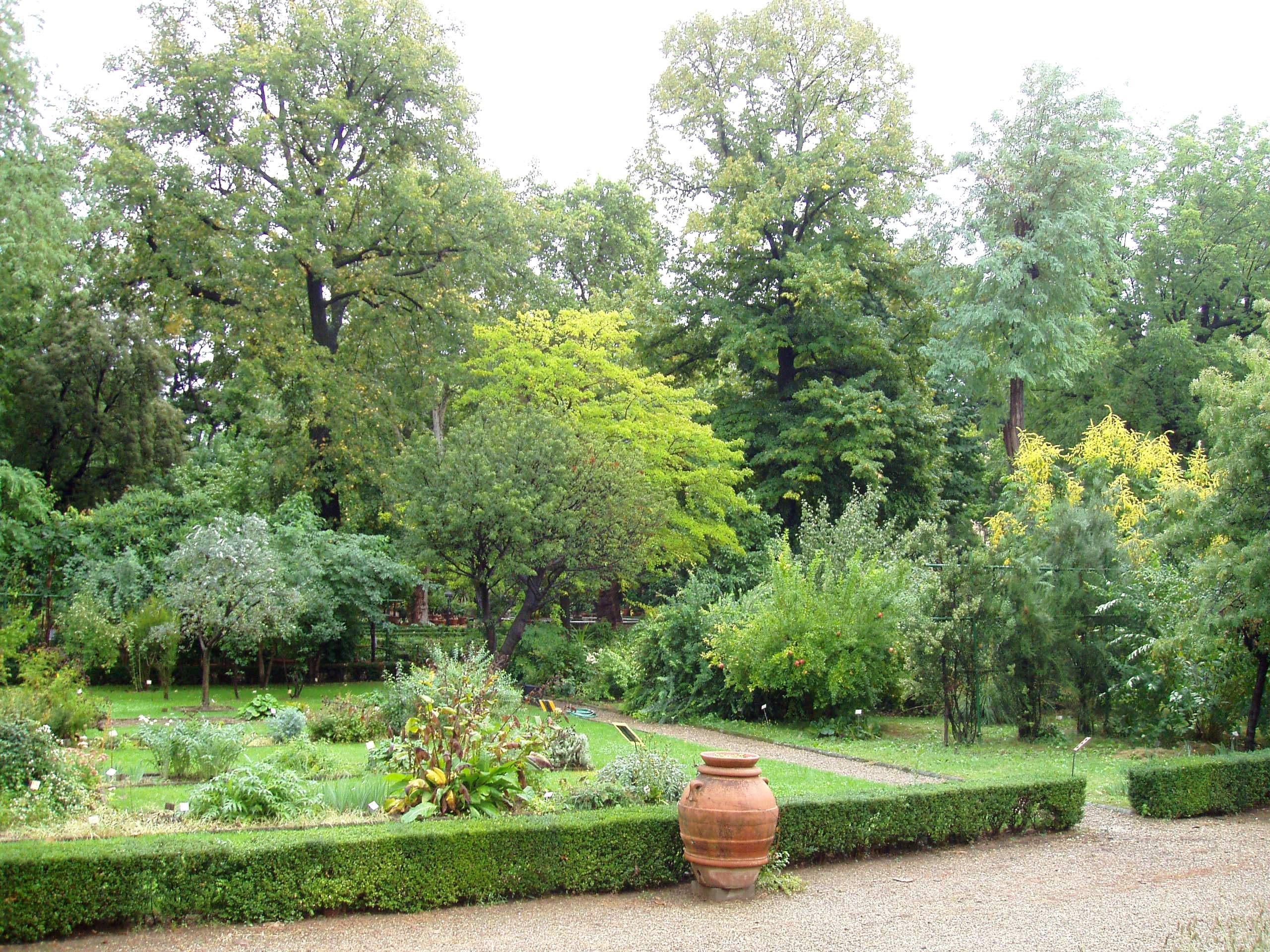
자르디노 데이 셈플리치

피렌체 자연사 박물관(이탈리아어: Museo di Storia Naturale di Firenze)은 이탈리아 피렌체에 위치한 자연사 박물관으로, 6개의 주요 컬렉션을 보유하고 있다. 피렌체 대학교의 부속 박물관이기도 하다. 박물관의 소장품들은 수요일을 제외하면 아침에 개장하며, 매 토요일은 입장료가 부과된다.
1775년 2월 21일 토스카나 대공 피에트로 레오폴도가 제국령 왕립 자연사 박물관 (Regio Museo di Fisica e Storia Naturale)이라는 명칭으로 세웠다. 그 당시에 일부 자연사 수집품들은 팔라초 토리가니에 있었다. 두 세기를 거쳐, 눈에 띈 성장을 했고 현재는 이탈리아 내에서 가장 훌륭한 컬랙션 중 하나가 되었다.

## 분관
오늘날 피렌체 자연사 박물관이 소장하고 있는 컬렉션은 다음과 같다
- 자르디노 데이 셈플리치 (미첼리 길 3번지, Via Micheli, 3) - 1545년에 세워진 유럽에서 세 번째로 오래된 식물원이며, 현재 9,000종의 식물을 보유하고 있다.
- 보타니카 박물관(Museo di Botanica, [라 피라 길 4번지, Via La Pira, 4]) - 안드레아 체살피노, 필립 베이커 웹, 오도아르도 베카리 등의 수집품을 비롯해 약 400만 개의 표본을 소장하고 있는 식물표본관이다. 세계 최초의 과학적 식물표본관이라 불린다.
- 지질 고생물학 박물관 (Museo di Geologia e Paleontologia, [라 피라 길 4번지, Via La Pira, 4]) - 유명한 지질학자와 고생학자들의 컬랙션 (푸치니 [Fucini], 다니엘리 [Dainelli], 마리넬리 [Marinelli], 데 스테파니 [De Stefani], 스테파니 [Stefanini], 단코나 [D'Ancona], 페키올리 [Pecchioli]) 대략 200,000 표본을 소장하고 있다. 주로 토스카나와 발다르노에서 발굴한 유인원 영장류인 오레오피테쿠스, 고대 코끼리 골격을 비롯한 플라이스토세와 플리오세 시기의 포유류 화석, 척추동물 화석 컬랙션 (26,000 표본)이 인기가 많다. 고식물학 소장품도 8,000여점 이상 소장하고 있다.
- 광물 문학 박물관 (Museo di Mineralogia e Litologia, [라 피라 길 4번지, Via La Pira, 4]) - 약 50,000점의 소장품을 지니고 있다. 주요 인기 거리는 우피치 미술관의 튜리뷰나 (약 500여점)의 초기 소장품들과 12개로 분류된 조반니 타르조니 토체티 (Giovanni Targioni Tozzetti, 약 5,000여점)의 컬랙션이다.
- 인류 민족 박물관 (Museo Nazionale di Antropologia ed Etnologia, [프로콘솔로 길 12번지 팔라초 논피니토, Via del Proconsolo, 12]) - 민족학 소장품 15,000점과 인류학 소장품 6,100점, 26,000장의 사진과 7,000장의 원화로 이루어진 사진 수집품을 보유하고 있다. 본래 이 컬랙션은 콩고 왕국의 상아, 페르시아의 지휘용 휘장, 상류 아마존에서의 활과 화살등의 소장품들을 포함한 호기심의 방이었다. 태평양을 항해한 제임스 쿡 선장의 소장품으로 인해 컬랙션이 많이 추가되었다.
- 줄로자(Zoologia, "라 스페콜라", [로마나 길 17번지, Via Romana, 17]) - 300만 점의 동물학 표본이 주요 컬랙션이며, 이중 5,000개는 공공 전시중이고, 3,000점의 표본은 골격 홀에 있다. 밀랍 해부모형 컬랙션이 특히 인기가 있다. 1771년 토스카나 대공 피에트로 레오폴도가 처음 설립한 이래 세계에서 가장 큰 표본 박물관으로 꼽힌다. 전체 소장품 중 1,4000개 표본이 대중에 공개되어 있다.